# 엘라 토머스

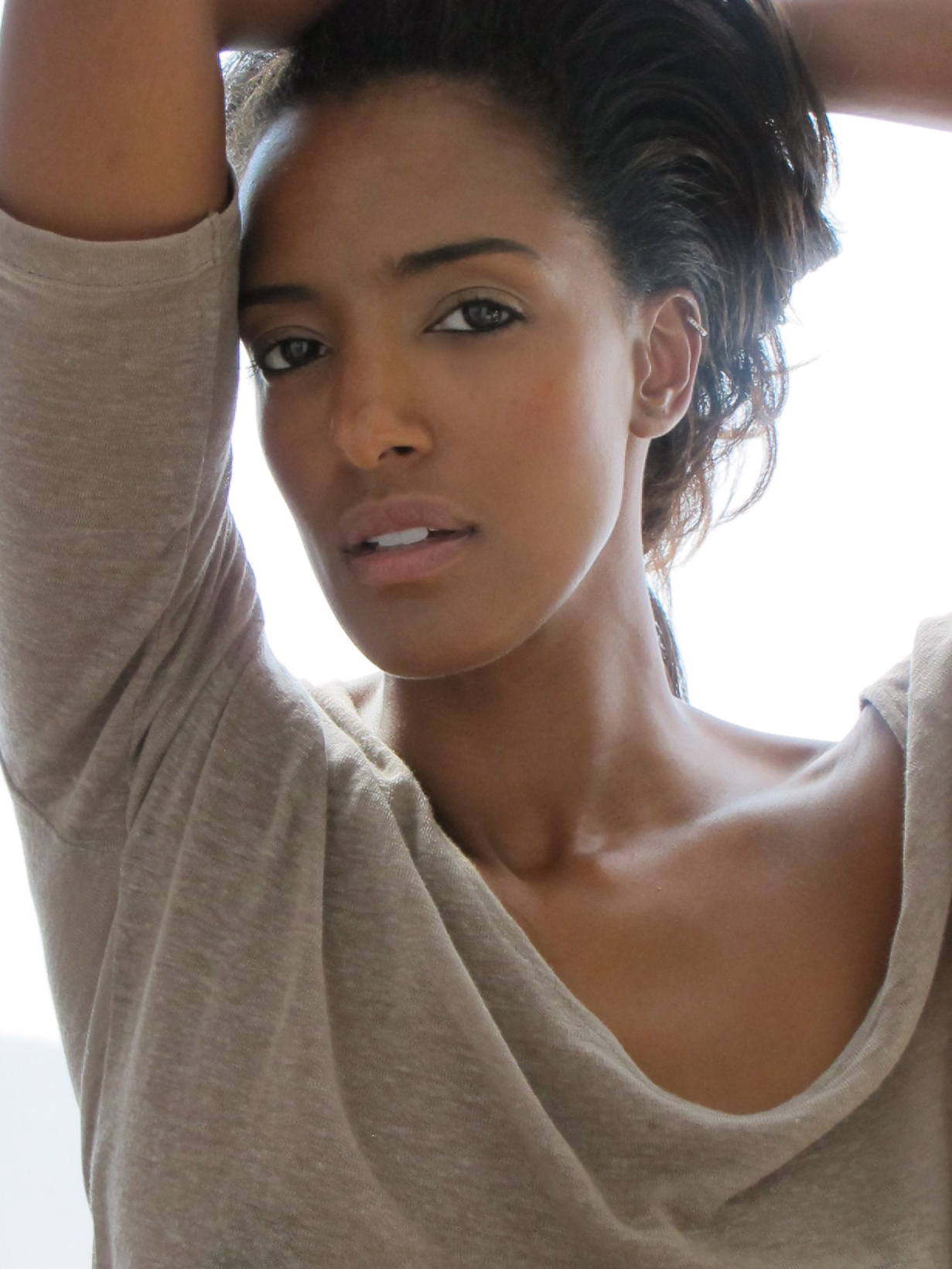

엘라 토머스(Ella Thomas, 1981년 8월 ~ )는 에리트레아의 배우, 모델, 텔레비전 배우, 영화배우이다.
아스마라에서 태어났다.

## 영화
- 니나 (2016년) - 로레인 한스베리 역
- 더 스톰 (2009년) - 애너 로버츠 역
- 올인 (2006년)
- 초커 (2005년)